# Éva Tófalvi
Éva Tófalvi, romunska biatlonka madžarskega rodu, * 4. december 1978, Miercurea Ciuc.
Njen največji uspeh je 11. mesto v končni razvrstitvi svetovnega pokala in 2. mesto na posamični tekmi v sezoni 2008/09. V tisti sezoni je osvojila tudi svojo edino zmago, in sicer na posamični tekmi na 15 km v Hochfilznu v Avstriji. Tekmo je sicer končala na drugem mestu, a je bila takratna zmagovalka Albina Ahatova kasneje diskvalificirana zaradi uporabe nedovoljenih poživil. Njena takratna zmaga je hkrati tudi edina romunska zmaga v svetovnem pokalu za Romunijo.
Za Romunijo je Éva Tófalvi nastopila na zimskih olimpijskih igrah 1998, 2002, 2006, 2010, 2014 in 2018.